# Regula Grauwiller
Regula Grauwiller (* 10. Dezember 1970 in Liestal, Kanton Basel-Landschaft) ist eine Schweizer Schauspielerin.

## Leben
Nach Abschluss der Diplommittelschule studierte Grauwiller von 1990 bis 1993 Schauspiel an der Hochschule der Künste in Berlin. 1992 debütierte sie in Rainer Kaufmanns Fernsehfilm Dann eben mit Gewalt neben Jürgen Vogel, Thomas Heinze und Jasmin Tabatabai. 1993 spielte sie die Hauptrolle in Peter Timms Kinofilm Einfach nur Liebe an der Seite von Benno Fürmann und Uwe Ochsenknecht. Weitere wichtige Filme in den 1990er Jahren waren 1997 Hardy Martins Cascadeur – Die Jagd nach dem Bernsteinzimmer und 1998 Fatih Akıns Kurz und schmerzlos. Ihre letzte grössere Rolle in einem Kinofilm spielte sie im Jahr 2000 neben Ken Duken in Miguel Alexandres Gran Paradiso. Nach längerer Babypause spielte sie 2009 in dem Schweizer Science-Fiction-Film Cargo den Part der Anna Lindbergh. Neben Kino- und Fernsehspielfilmen war sie auch oft in diversen Serien (Alarm für Cobra 11, SK-Babies, Tatort) zu sehen.

## Privates
Regula Grauwiller lebte von 1990 bis 2000 in Berlin und bis Anfang 2003 in München. Zurzeit lebt sie mit ihrem Mann, dem deutschen Schauspieler und Regisseur Jophi Ries, und ihren drei Kindern (geboren 2000, 2002 und 2004) wieder in ihrem Geburtsort Liestal.

## Filmografie (Auswahl)
- 1993: Dann eben mit Gewalt (Fernsehfilm) – Regie: Rainer Kaufmann
- 1993: Einfach nur Liebe – Regie: Peter Timm
- 1995: Anna – Im Banne des Bösen (Fernsehfilm) – Regie: Dagmar Damek
- 1995: Unbeständig und kühl (Fernsehfilm) – Regie: Sandra Nettelbeck
- 1995: Tatort – Falsches Alibi
- 1996: Tatort – Wer nicht schweigt, muß sterben
- 1996: Schuldig auf Verdacht (Fernsehfilm) – Regie: Petra Haffter
- 1997: Liebesfeuer (Fernsehfilm) – Regie: Hartmut Schoen
- 1998: Mammamia (Fernsehfilm) – Regie: Sandra Nettelbeck
- 1998: Cascadeur – Die Jagd nach dem Bernsteinzimmer – Regie: Hardy Martins
- 1998: Kurz und schmerzlos – Regie: Fatih Akin
- 1998: Supersingle (Fernsehfilm) – Regie: Sharon von Wietersheim
- 1998: Der Bunker – Eine todsichere Falle (Fernsehfilm) – Regie: Hans Horn
- 1999: Gran Paradiso – Regie: Miguel Alexandre
- 2000: Supergirl – Reamonn (Musikvideo)
- 2000: Der Himmel kann warten – Regie: Brigitte Müller
- 2001: Bella Martha – Regie: Sandra Nettelbeck
- 2006: Handyman – Regie: Jürg Ebe
- 2009: Cargo – Regie: Ivan Engler, Ralph Etter
- 2010: Kongo (Fernsehfilm) – Regie: Peter Keglevic
- 2012: Tatort – Skalpell
- 2012: Der Teufel von Mailand (Fernsehfilm) – Regie: Markus Welter
- 2013: Die Schweizer (Fernsehfilm)
- 2014: Katie Fforde – An deiner Seite (Fernsehfilm)
- 2015: Sibel & Max (Fernsehserie, Folge 1x03: Lauffeuer)
- 2015: Die Dienstagsfrauen – Zwischen Kraut und Rüben (Fernsehfilm)
- 2015: Süßer September
- 2016–2017: Der Bergdoktor (Fernsehserie)
- 2016: Katie Fforde: Die Frau an seiner Seite (Fernsehfilm)
- 2016: Der Zürich-Krimi (Krimireihe)
  - Borcherts Fall
  - Borcherts Abrechnung
- 2016: Neben der Spur – Todeswunsch (Fernsehfilm)
- 2017: SOKO Donau – Dicke Luft
- 2017: Blue My Mind
- 2017: Wilsberg – Straße der Tränen (Fernsehreihe)
- 2017: Unter anderen Umständen – Liebesrausch (Fernsehreihe)
- 2018: Das Traumschiff – Malediven (Fernsehfilm)
- 2018: SOKO München (Fernsehserie, Folge Machtlos)
- 2018: WaPo Bodensee (Fernsehserie, Folge Schneewittchen)
- 2019: Inga Lindström – Heimkehr (Fernsehfilm)
- 2019: Morden im Norden (Fernsehserie, Folge Heile Familie)
- 2019: Zimmer mit Stall – Tierisch gute Ferien (Fernsehfilm)
- 2021: Ein Sommer auf Elba  (Fernsehfilm)
- 2021: Helen Dorn – Wer Gewalt sät (Fernsehreihe)
- 2021: Die Luft zum Atmen (Fernsehfilm)
- 2021: Großstadtrevier (Fernsehserie, Folge Quizfieber)
- 2022: Die Gänseprinzessin (Fernsehfilm)
- 2023: Rosamunde Pilcher – Liebe ist die beste Therapie (Fernsehreihe)
- 2024: Die Toten vom Bodensee – Atemlos (Fernsehreihe)
- 2024: Wilsberg – Ein Detektiv und Gentleman (Fernsehreihe)
- 2024: Die Chefin (Fernsehserie, Folge Fremdbestimmt)
- 2024: Die Bergretter (Fernsehserie, Folge Abschiedsschmerz)
- 2025: Lillys Verschwinden (Fernseh-Zweiteiler)